# Pablo Casar
Pablo Casar Bustillo (Cabezón de la Sal, 17 settembre 1978) è un allenatore di calcio ed ex calciatore spagnolo, di ruolo difensore.

## Carriera

### Club
Ha giocato nella massima serie dei campionati spagnolo e greco e nella seconda divisione spagnola.